# Le 4 octobre (album)
Albums de Julien Clerc
Olympia intégral 94
(1994) Julien déménage électrique & acoustique
(2002)
Le 4 octobre est l'album live enregistré le 4 octobre 1997 au Palais des sports de Paris pour le cinquantième anniversaire de Julien Clerc. 
Pour cette soirée spéciale, Marc Lavoine, Françoise Hardy, Renaud, Doc Gynéco, Tonton David, Patrick Bruel, Maurane, Alain Souchon, Pascal Obispo, sont venus fêter les cinquante ans de Julien en interprétant en duo des chansons qu'ils ont choisies.
Comme d'habitude, le dernier rappel est Jaloux de tout dont le public reprend en chœurs le refrain. 

## Titres
| 14 titres   | 14 titres                                                             | 14 titres                | 14 titres                                | 14 titres | 14 titres | 14 titres | 14 titres | 14 titres | 14 titres |
| No          | Titre                                                                 | Paroles                  | Musique                                  | Durée     |           |           |           |           |           |
| ----------- | --------------------------------------------------------------------- | ------------------------ | ---------------------------------------- | --------- | --------- | --------- | --------- | --------- | --------- |
| 1.          | Joyeux Anniversaire (Introduction Medley)                             |                          |                                          | 2:12      |           |           |           |           |           |
| 2.          | La fille de la véranda (Duo avec Marc Lavoine)                        | Étienne Roda-Gil         | Julien Clerc                             | 3:58      |           |           |           |           |           |
| 3.          | Les menhirs                                                           | Maurice Vallet           | Julien Clerc                             | 3:42      |           |           |           |           |           |
| 4.          | Mon ange (Duo avec Françoise Hardy)                                   | Françoise Hardy          | Julien Clerc, Jean-Alain Roussel         | 4:26      |           |           |           |           |           |
| 5.          | Travailler c'est trop dur (Duo avec Renaud)                           | Zachary Richard          | Traditionnel                             | 3:37      |           |           |           |           |           |
| 6.          | Mélissa (Duo avec Doc Gynéco et Tonton David)                         | David Mc Neil            | Julien Clerc                             | 4:21      |           |           |           |           |           |
| 7.          | Quand je joue (Duo avec Patrick Bruel)                                | Luc Plamondon            | Julien Clerc                             | 4:34      |           |           |           |           |           |
| 8.          | J'ai eu trente ans (Duo avec Maurane)                                 | Maxime Le Forestier      | Gérard Kawczynski                        | 4:28      |           |           |           |           |           |
| 9.          | This Melody (Duo avec Alain Souchon)                                  | Étienne Roda-Gil         | Julien Clerc                             | 4:29      |           |           |           |           |           |
| 10.         | Elle voulait qu'on l'appelle Venise                                   | Étienne Roda-Gil         | Julien Clerc                             | 3:26      |           |           |           |           |           |
| 11.         | Ce n'est rien (Duo avec Pascal Obispo)                                | Étienne Roda-Gil         | Julien Clerc                             | 3:21      |           |           |           |           |           |
| 12.         | Laissons entrer le soleil (Adaptation en français : Jacques Lanzmann) | James Rado, Gerome Ragni | Galt MacDermot                           | 5:11      |           |           |           |           |           |
| 13.         | Ça commence comme un rêve d'enfant                                    | Étienne Roda-Gil         | Jean-Pierre Bourtayre, Jean-Claude Petit | 3:04      |           |           |           |           |           |
| 14.         | Jaloux de tout                                                        | Étienne Roda-Gil         | Julien Clerc, Christian Padovan          | 5:35      |           |           |           |           |           |
| 56 min 50 s |                                                                       |                          |                                          |           |           |           |           |           |           |

## Musiciens
- Direction Musicale - Clavier - Percussion - Chant : Jean Schultheis
- Basse - Chant : Guy Delacroix
- Guitare : Hervé Brault
- Guitare : Patrice Tison
- Claviers - Accordéon - Chant : Jérôme Gueguen
- Batterie - Percussions - Chant : David Fall
- Flûtes - Saxophone - Batterie - Percussions - Guitare - Chant : Éric Nollot
- Chœurs : Debbie Davies - Leila Vigne - Véronique Perrault

## Technique
- Enregistrement : Thierry Rogen
- Assistance enregistrement : Jean-Luc Ferrer - Gilles Gautrois - Philippe Wostowicj
- Moyens technique : Studio mobile ma Préférence
- Mixage : Thierry Rogen au studio Méga (Suresnes)

## Certification
| Pays          | Certification | Date | Ventes certifiées |
| ------------- | ------------- | ---- | ----------------- |
| France (SNEP) | Or            | 2000 | 100 000           |